# Trung tâm mua sắm Hoa Nam
Trung tâm mua sắm Hoa Nam (tiếng Trung: 华南Mall; bính âm: Huá nán) ở Đông Hoản, Trung Quốc (trước đây là Trung tâm mua sắm Tân Hoa Nam) là trung tâm mua sắm lớn nhất thế giới khi xét về diện tích cho thuê và đứng thứ hai về tổng diện tích, chỉ sau Trung tâm mua sắm Dubai (có không gian không mua sắm rộng rãi bao gồm sở thú, khu phức hợp khách sạn và công viên giải trí).
Trung tâm mua sắm Hoa Nam mở cửa vào năm 2005 và hầu như bị bỏ trống suốt hơn 10 năm vì rất ít thương gia đăng ký, khiến nó được mệnh danh là một trung tâm mua sắm chết. Vào năm 2015, một bản tin trên CNN báo cáo rằng trung tâm mua sắm đã bắt đầu thu hút người thuê sau khi cải tạo và tu sửa rộng rãi, mặc dù một phần lớn vẫn bị bỏ trống. Theo một bài báo khác được xuất bản vào tháng 1 năm 2018, sau hơn một thập kỷ với tỷ lệ trống cao, hầu hết các không gian bán lẻ dự kiến sẽ sớm được lấp đầy và trung tâm mua sắm sẽ có rạp chiếu phim IMAX cùng với công viên giải trí.
Các trung tâm được xây dựng trên đất nông nghiệp trước đây nằm ở huyện Vạn Giang, Đông Hoản, miền nam duyên hải Trung Quốc. Dự án được dẫn dắt bởi Hu Guirong (Alex Hu), người đã trở thành tỷ phú ngành mì ăn liền. Khi khai trương, trung tâm mua sắm Hoa Nam trở thành trung tâm mua sắm lớn nhất thế giới, vượt qua Trung tâm mua sắm Kim Nguyên. Chi phí xây dựng của nó ước tính khoảng 1,3 tỷ USD.
Trung tâm mua sắm thuộc sở hữu của Công ty Phát triển Đầu tư Hữu hạn Đông Hoản Tam Nguyên Doanh Huy (tiếng Trung: 东莞市三元盈晖投资发展有限公司), công ty của Hu Guirong, nhưng quyền kiểm soát trong trung tâm mua sắm sau đó đã được bán lại cho Tập đoàn Phương Chính, một bộ phận của Đại học Bắc Kinh.

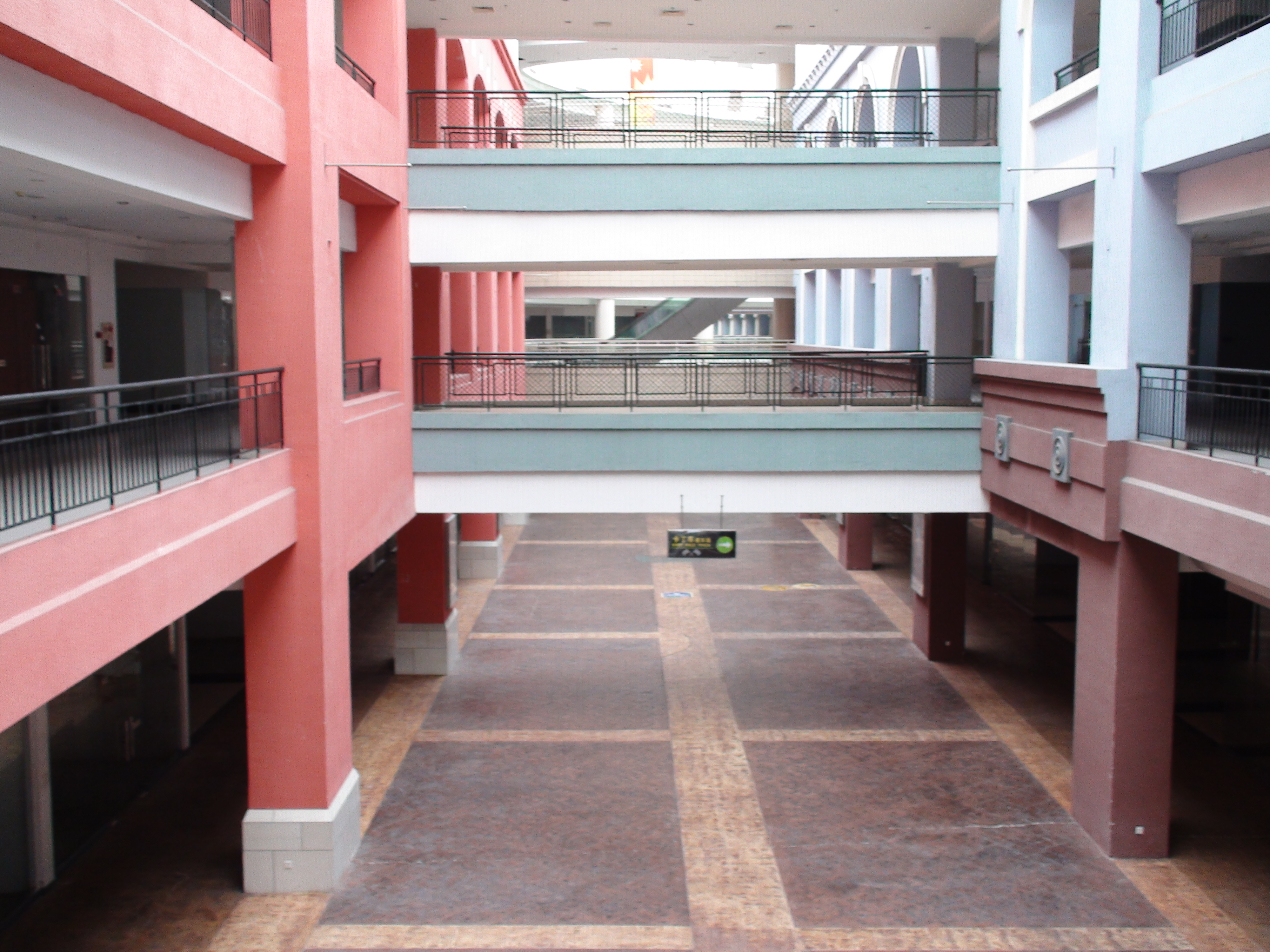
Những lối đi trống trong khu mua sắm

Sau khi mở cửa vào năm 2005, trung tâm mua sắm đã thiếu người thuê mướn trầm trọng. Ban đầu được nhắm mục tiêu đến một thị trường giàu có (các thành phố lớn là Quảng Châu và Thâm Quyến nằm liền kề), Đông Hoản chủ yếu là thành phố của những người lao động nhập cư có thu nhập thấp, những người không nhu cầu với tất cả các dịch vụ mà trung tâm mua sắm này cung cấp. Phần lớn không gian bán lẻ vẫn trống, với hơn 99% cửa hàng vẫn bị bỏ trống vào năm 2008. Các khu vực bị chiếm dụng duy nhất là gần lối vào, nơi có một số chuỗi cửa hàng thức ăn nhanh phương Tây và một bãi đậu xe. - được đặt làm đường đua xe kart. Khách sạn Shangri-La theo kế hoạch đã không được hoàn thành.
Nhà làm phim Sam Green đã làm một bộ phim ngắn về trung tâm mua sắm Hoa Nam có tên là Utopia Part 3: the World's Largest Shopping Mall, được công chiếu lần đầu tại Liên hoan phim Sundance năm 2009 và được phát sóng trong loạt phim tài liệu POV của PBS.
Ban đầu, trung tâm mua sắm được gọi là "Trung tâm mua sắm Hoa Nam", trung tâm này được đổi tên thành "New South China Mall, Living City" vào tháng 9 năm 2007. Hoạt động tân trang trung tâm thương mại vào năm 2007 được chỉ đạo bởi Tập đoàn Phương Chính, tập đoàn đã tiếp quản tài sản từ chủ sở hữu ban đầu, Hu Guirong vào tháng 12 năm 2006.
Vào năm 2013, nhà văn Wade Shepard của Vagabond Journey đã viết về chuyến thăm gần đây của ông đến trung tâm mua sắm. Ông thừa nhận rằng hầu hết du khách đến trung tâm mua sắm vì các rạp chiếu phim IMAX, và các gia đình đã tụ tập trong khu vui chơi. Ông cũng nhận thấy rằng 4 tầng của trung tâm mua sắm đều không được sử dụng và nước của các kênh nhân tạo trong toà nhà đã chuyển sang màu xanh lục.

## Mô tả

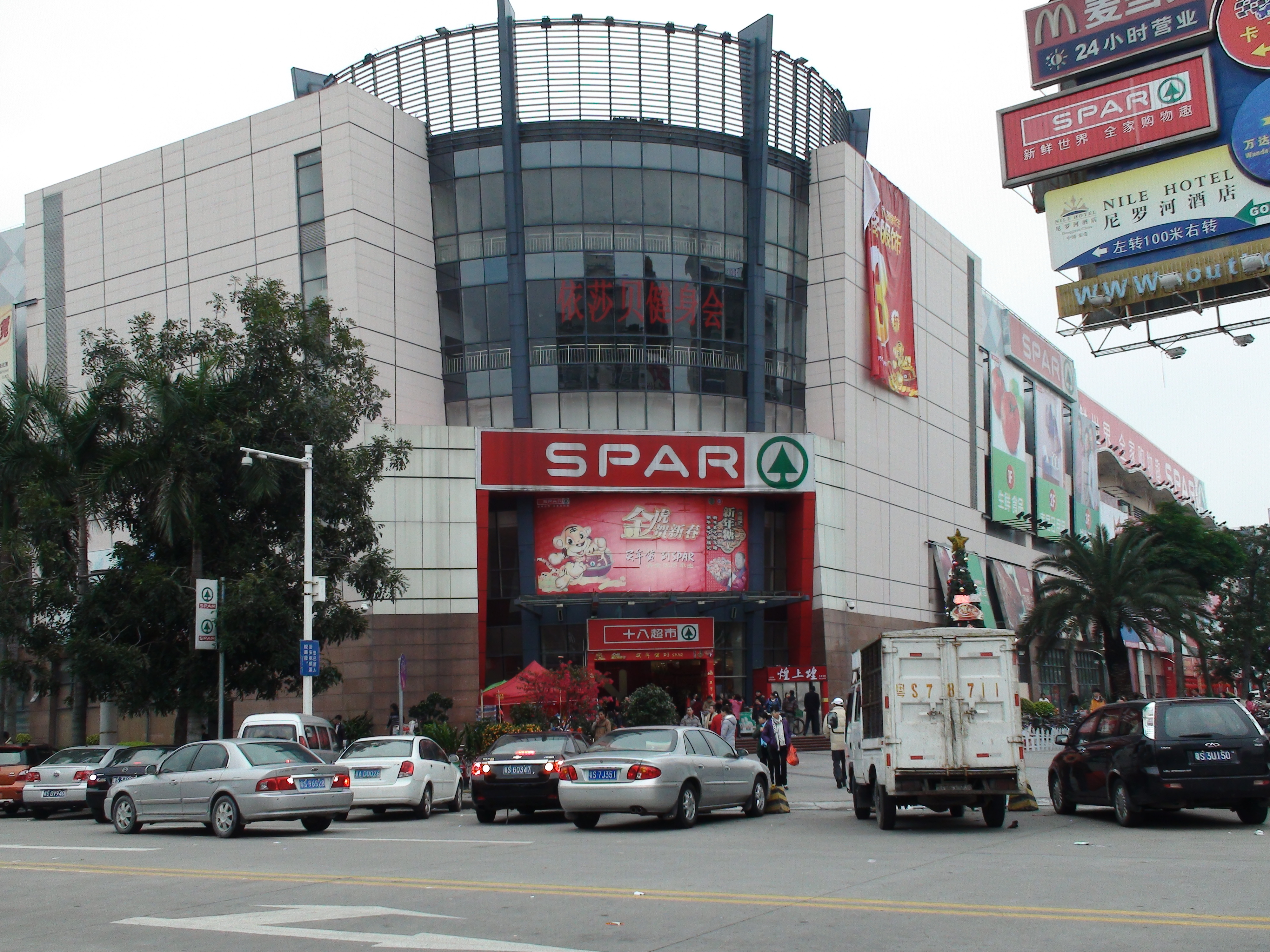
SPAR Hypermarket trong Trung tâm mua sắm Hoa Nam

Tổng diện tích của toà nhà là 892.000 mét vuông (9.600.000 ft vuông), với gần 660.000 mét vuông (7.100.000 ft  vuông) không gian cho thuê, đủ cho 2.350 cửa hàng.
Trung tâm mua sắm có bảy khu được mô phỏng theo các thành phố, quốc gia và khu vực quốc tế, bao gồm Amsterdam, Paris, Rome, Venice, Ai Cập, Caribe và California. Các điểm sáng của toà nhà bao gồm bản sao của Khải Hoàn Môn cao 25 mét (82 ft), bản sao của tháp chuông Nhà thờ Thánh Máccô ở Venezia, kênh dài 2,1 km (1,3 mi) với những chiếc thuyền gondola.